# Calvander (Carolina del Norte)
Calvander es un área no incorporada ubicada del condado de Orange en el estado estadounidense de Carolina del Norte.